# Pantala flavescens
Pantala flavescens je vrsta kačjih pastirjev iz družine ploščcev, ki je razširjena skoraj po vsem svetu in velja za verjetno najuspešnejšo vrsto kačjih pastirjev sploh.

## Opis
Je en od večjih predstavnikov ploščcev, odrasli dosežejo 45–55 mm v dolžino in 38–42 mm čez zadnja krila. Prepoznavni so po dolgih, zašiljenih krilih, pri čemer ima zadnji par zelo široko bazo in torej trikotno obliko. Oba para imata na konicah temne lise, pterostigme zadnjega para pa so malo krajše od tistih na sprednjem paru. Osnovna obarvanost je rumenkasta, s staranjem osebki postajajo rdečkasti na hrbtni strani, samci so praviloma temnejši od samic. Po hrbtnem delu zadka, ki je valjast z zašiljeno konico, imajo vzdolžno črno progo, ki ima na nekaj sredinskih členih prečne grebene.
Vrsta je znana po lahkotnem jadranju, na račun katerega lahko potuje na daljše razdalje. Lokalno pogosto patruljira nad vodo ali v višini drevesnih krošenj in redko pristane; miruje običajno v navpični legi.

## Ekologija in razširjenost
Razmnožuje se v vseh vrstah stoječih vodnih teles, najraje pa v neporaščenih manjših mlakah, ki lahko presahnejo. V delu tropov je znan po tem, da priletijo veliki roji z monsuni in odlagajo jajčeca v luže, ki so nastale ob močnem deževju. Ličinke namreč izredno hitro rastejo in lahko ob ugodnih pogojih zaključijo razvoj v 40 dneh, preden njihova mlaka presahne. To jim omogoči, da se izognejo plenilcem in večini tekmecev.
Zaradi izvrstne sposobnosti letenja je Pantala flavescens razširjen skoraj po vsem svetu in se v velikem delu območja razširjenosti pojavlja v selitvenih rojih, ki spremljajo monsunske fronte. Iz še nepojasnjenih razlogov pa je izjemno redek v Palearktični regiji in je en najredkejših kačjih pastirjev Evrope; pogost je le na Cipru, posamične najdbe pa so zabeležene v evropskem delu Turčije, v Grčiji, ob zahodnih obalah Balkana, na Malti in nekaj drugih delih severnega Sredozemlja. Pričakovano je, da se bo zaradi globalnih podnebnih sprememb njegova pogostost v tem delu sveta povečevala.
Na območjih z ugodnimi razmerami je vrsta prisotna stalno, drugje pa izvaja zapletene vzorce selitev na dolge razdalje, ki lahko vključujejo več rodov – tako se denimo množično seli med Vzhodno Afriko in Indijsko podcelino čez Indijski ocean (po en rod v vsako smer), kar velja za enega najdaljših oceanskih prehodov med vsemi žuželkami.